# Tankoljusna struktura
Ljuskasta konstrukcija ili tankoljusne strukture se može definirati kao zavijene, valovite strukture sposobne prenijeti veće količine tereta u više od dva smjera u potpornje. Ona nastaje ako se betonira napeta čelična mreža čime se iskorištava elastičnost čelika do maksimuma i čvrstoća betona, a mogu se dobiti vrlo tanke opne – ljuske različitih oblika (ravne, povijene, hiperboličnog paraboloida i dr.). Prvi ih je koristio B. Laffaitte u Francuskoj 1935. god. iako je ruski arhitekt Vladimir Gligorijevič Šuhov pravio takve slobodne građevine bez betona još koncem 19. stoljeća.
Ljuskasta konstrukcija omogućuje slobodan tlocrt, tj. potpuno slobodno komponianje prostora. Na takvim građevinama konstrukcija je izjednačena s oblikom zgrade i osim ljuske i zakrivljenih oblika ne postoje drugi elementi. Razlika između zida i krova u potpunosti nestaje kontinuitetom tereta u nosače.

## Poznati objekti
- Eero Saarinen, TWA terminal zračne luke John F. Kennedy u New Yorku[1] i Washingtonska zračna luka Dulles
- Buro Happold i Norman Foster, Dvorište kraljice Elizabete II., Britanski muzej, London
- Buro Happold i Richard Rogers, Millennium kupola, London
- Ove Arup i Jørn Utzon, Sydney Opera House
- Frank Gehry, Zgrada DG Banke, Berlin
- Le Corbusier i Iannis Xenakis,[2] na, EXPO-u 1958, Bruxelles
- Gyo Obata, McDonnellov planetarij u St. Louisu, Missouri
- Frei Ottoov hiperbolični krov Olimpijskog stadiona u Münchenu
- hiperbolično paraboloidni krov Pengrowth Saddledomea, Calgary
- Berlinska glavna postaja (Berlin Hauptbahnhof)[3]
- Kingdome, Seattle, Washington
- Putrajaya centar, Malezija[4]
- Buro Happold i "Edward Cullinan Architects", Muzej na otvorenom "Weald and Downland", Chichester, Engleska[5]

## Vanjske poveznice
- Paysonov višenamjenski centar, Payson, Arizona
- Planetarij, Carl-Zeissova šetnica, Jena, Njemačka
- Muzej švicarskog ratnog zrakoplovstva, Zürich
- Aquatoll rešetkasta ljuska
- Krov Dos Hermanas Velodrome
- Dortmundska opera  Arhivirana inačica izvorne stranice od 4. listopada 2007. (Wayback Machine)
- Vela - Milanski sajam, Milano
- Ministarstvo umjetnosti i znanosti (L'Oceanogràfic)[neaktivna poveznica], Valencia